# 王琏
王琏（1912年—1958年），也稱王连或王漣，朝鮮民主主義人民共和国高级将领，属于延安派。朝鮮人民軍空軍創設者。中国朝鮮族作家金学鉄妹夫。

## 經歷
1927年进入東方劳动者共产主义大学和列宁学院留学。1935年9月与刘武、刘风、王春、李凡、孙毅卿等9人被选调进入苏联空军契卡洛夫第三航空学校学习。1939年4月刘风、王琏、李凡、王春完成了У-2初教机、Р-5侦察机等飞行课目毕业。1939年5月在新疆省八路军办事处工作。1940年奉中央指示回延安工作。1940年12月从新疆出发。由八路军西安办事处派人护送抵达延安。1941年在延安设立第18集团军工程学校、与劉風共同担任飛行訓練課教员。1944年5月在中央军委作战部空军组（組長王弼、副組長常乾坤）担任組員。抗战结束前在朝鮮義勇軍工作。
1945年日本投降后，9至11月间，中央组织部从延安航空研究小组、抗大机械工程班、中央自然科学院、俄文学校等单位选调30多名干部开赴东北创办航校。他们多是中共早年培养和储备的航空干部或具有一定技术专长的人，他们是：王弼、常乾坤、刘风、王琏等。王琏在搜寻日本关东军遗留在铁岭的航空器材、带人抢修了一处关东军遗留的飞机场供老航校训练新飞行员使用。1946年3月回朝鲜，担任平壌学院航空課長。1947年8月20日参与创办朝鲜航空队，1948年9月18日改成朝鲜人民军第25飞行联队，1949年8月16日被改编为朝鲜人民军第11飞行师团，王琏任师团长，副师团长李骅，这是朝鲜唯一的航空兵部队，下辖轰炸机联队、第18战斗机联队、教导联队。
1951年1月，设立朝鲜人民军空军司令部，王琏为首任司令官。1951年3月15日在遼寧省安東四道沟组建“中国人民志愿军空军和朝鲜人民军空军联合作战司令部”（简称“空联司”），司令员刘震，第一副司令员王琏，副司令员常乾坤，参谋长沈启贤，政治部副主任李世安，司令员助理张庆和。。1951年末，朝鲜空军有4个航空师团(第1、第2、第10、第11师团)。1952年进一步扩充成6个师团(第1、第2、第3、第10、第11、第21师团)。
1952年末夜間空袭金浦作戦失败，以谎报战果的理由解除了王琏的朝鲜人民军空军司令官职务。
1958年死亡。

## 脚注
1. ↑  . 新浪網. 2011-07-18  [2016-01-08]. （原始内容存档于2011-08-18） （中文）.
2. ↑   (PDF). 军事历史研究.   [2017-01-05]. （原始内容存档 (PDF)于2017-01-06） （中文（中国大陆））.
3. ↑  . 中紅網. 2016-06-23  [2017-01-05]. （原始内容存档于2017-01-06） （中文）.
4. ↑  赤木完爾編. . : 13.
5. ↑  . 人民網. 2009-11-02  [2016-01-08]. （原始内容存档于2016-03-04） （中文）.

1. ↑  牡丹江空军老航校展示园区项目策划书（牡丹江旅游网） （页面存档备份，存于）ではの教官を務めたとしている。